# Flamandok

A flamand régió Belgiumban

A flamandok (hollandul: Vlamingen [ˈvlaːmɪŋə(n)]) Belgium északi részén, Flandriában honos etnikai csoport, akik a holland nyelv helyi változatát, a flamand nyelvet beszélik. Belgium többségét a flamand emberek teszik ki, az ország mintegy 60%-át.
A "flamand" történelmileg földrajzi vonatkozású kifejezés volt, mivel a középkori Flamand grófság minden lakosát flamandoknak nevezték, etnikai hovatartozásuktól vagy nyelvüktől függetlenül. A flamand ezen felül vonatkozhat a Franciaország és Hollandia területén élő, a flamand nyelvet beszélő kisebbségekre.
A mai Flandria nem felel meg a történelmi Flamand grófságnak, amely kiterjedt a mai Franciaország és Hollandia egyes területeire, viszont nem foglalta magában a mai Flandria középső és keleti részeit (amelyek a Német-Római Birodalomhoz, pontosabban a Brabanti és a Limburgi Hercegséghez tartoztak).

## Rokon népek
A flamand nép a germán törzsek, elsősorban a frank és gall (v. „germano-kelta”) törzs leszármazottai, amelyek a mai Belgium területén telepedtek le a római hódítást megelőzően.
A flamandok legközelebbi rokonai, kultúra, nyelv és származás tekintetében a hollandok illetve a dél-afrikai búr vagy afrikaans telepesek.

## Kultúra és identitás
A flamand kultúra egyik legmeghatározóbb eleme a flamand nyelv, amely a nyugati germán nyelvek csoportjába tartozik. A flamand nyelv gyakorlatilag megegyezik a szomszédos Hollandia nyelvével (holland nyelv, bár a kiejtésben jelentős eltérések tapasztalhatók), ellentétben Belgium másik nagy népcsoportjával, a franciával rokon nyelvet beszélő vallonokkal.
A széles körben elterjedt tévhiedelemmel ellentétben létezik flamand irodalom, bár a flamand irodalmi irányzatok egyidejűleg megtalálhatók a holland irodalomban is. A flamand írók és költők művei elérhetők és élvezhetők minden hollandul beszélő személy számára. A legtöbb olvasó, elsősorban a szóhasználat különbözősége miatt, képes megkülönböztetni a flamand irodalmi alkotásokat, bár ezek a különbségek a gyakorlatban nem jelentősek.
A flamand oktatás magas színvonalának köszönhetően a legtöbb tanuló legalább két vagy három nyelvet sajátít el iskolai tanulmányai során: a legtöbb iskolában a francia és német (mint Belgium hivatalosan elismert nyelvei) oktatása az 5. osztálytól kötelező, ezen felül az angol és egyéb idegen nyelvek is népszerűek. A flamandok többsége, 59%-a beszéli a franciát és 53%-uk az angolt, mint második vagy harmadik nyelvet.
A flamand kultúrát, részben a gazdasági nyitottságból fakadóan, mindig is erős külső hatások érték, bár a napjainkban tapasztalható angolszász orientáció csak az 1960-as évektől tapasztalható, ezt megelőzően a flamand kultúrát a vallonok által képviselt francia kultúra dominálta. Az elmúlt fél évszázadban ugrásszerűen emelkedett az angol magas fokon beszélők száma, míg a francia és német jelentősége valamelyest csökkent.

## Híres flamandok
- Charles De Coster (író)
- Kate Ryan (énekesnő)
- Id. Pieter Bruegel (festő)
- Kim Clijsters (teniszezőnő)
- Hendrik Conscience (író)
- Eddy Merckx (kerékpárversenyző)
- Pieter Paul Rubens (festő)
- Gerardus Mercator (térképész)
- Peter Benoit (zeneszerző)
- Anthony van Dyck (festő)
- Ludwig van Beethoven (zeneszerző, karmester)

## Hivatalos nyelv
Flandria hivatalos nyelve a holland, illetve helyi változata, a flamand nyelv, amely a belga szövetségi államban egyenlő státuszt élvez a francia nyelvvel (a nyelvi kérdés jogi szabályozása meglehetősen bonyolult és rendkívül kényes politikai kérdés).
A flamand nyelvnek számos, általában egy régióhoz vagy városhoz köthető nyelvjárása létezik, de ezek mindegyike besorolható a hollanddal közös 3 nagyobb csoportba.
A második világháborút megelőzően a nyelvjárások között erőteljes különbségek léteztek, elsősorban a kiejtés, szóhasználat területén – szinte minden nagyobb városnak külön nyelvjárása volt. Azóta, a rádió, televízió és lakosság növekvő mobilitásának hatására a nyelvjárások közötti különbségek lassan eltűntek, használatuk visszaszorult.
A helyi dialektusok eltűnését új nyelvjárások felbukkanása kíséri, elsősorban a szabványos holland és egyes flamand nyelvjárások keveréke, amit időnként „tussentaal”-nak  („átmeneti nyelv”), vagy lekicsinylő módon „verkavelingsvlaams”-nak neveznek (ez utóbbi jelentése nehezen fordítható magyarra, elsősorban arra a kialakuló flamand nyelvjárásra utal, amelyet a flamand városok újonnan épült lakónegyedeiben letelepedő, eredetileg különböző vidékekről származó, különféle dialektusokat beszélő flamandok alakítanak ki, leginkább a „kertvárosi flamand” adja vissza hangulatát).
A brüsszeli flamand dialektus szókincsét és kiejtését is erőteljesen befolyásolta  a francia nyelv. A franciaországi flamand kisebbség elenyésző része (kb. 150 000 fő) érti vagy beszéli a hollandot vagy a helyi flamand nyelvjárást.

## Vallás
A flamandok mintegy háromnegyede tartozik a katolikus egyházhoz. A többség követi a házassággal és a halállal kapcsolatos vallási előírásokat és a legtöbben a gyermekeiket is megkeresztelik, habár csak mintegy 8%-uk vesz részt rendszeresen (hetente) egyházi szertartásokon. Flandria lakosainak mintegy fele vallja magát agnosztikusnak vagy ateistának. Az iszlám, zsidó, görögkatolikus, protestáns és a buddhista vallásokat a belga állam hivatalosan is elismeri, híveiket legtöbbször a Flandria területén élő kisebbségek között találjuk. Egy 2006-os felmérés alapján Flandria lakosainak 55%-a tartja magát vallásosnak és 36%-ok hiszi, hogy Isten teremtette a világot.

## A flamand nacionalista mozgalom
A flamand politikai életben rendszeresen felbukkanó nacionalista mozgalmak nagyrészt Belgium két régiója, a holland nyelvű Flandria és a francia nyelvű Vallónia közötti feszültségekre vezethetők vissza. Belgium 1830-as megalapítása után az ország a francia elit politikai-kulturális és részben gazdasági befolyása alatt állt, az ország hivatalos nyelve a francia lett. A két közösség közötti feszültségek vezettek Belgium 1970-es nyelvi felosztásához és a flamand régió nagyobb befolyásáért vagy éppen önállóságáért küzdő flamand politikai mozgalmak megalakulásához. Részben a flamand politikai mozgalmak sikerének köszönhető a belga szövetségi kormány befolyásának és hatáskörének folyamatos csökkenése, a helyi közösségek és nyelvi régiók javára.
Egészen az 1960-as évekig a belga állam francia nyelvterületnek számított: nemcsak Vallónia lakosai használták a franciát mint elsődleges nyelvet, hanem a burgundiai hercegség idejéből származó nemesség, illetve a flamand régió nagypolgári rétege is, a 19. század elejétől fogva. A francia nyelv használata  kötelező volt az államigazgatás, oktatás és igazságszolgáltatás minden területén.
Egészen az 1930-as évekig a flamand lakosokat is csak francia nyelven oktatták, a bírósági tárgyalásokat francia nyelven folytatták (aminek következtében rendszeresen előfordult, hogy flamand földműveseket úgy ítéltek el, hogy sem a tárgyalást, sem az ítélethirdetést nem értették). Az általánosan elterjedt hiedelem szerint az I. világháború során rendszeresen problémát okozott a flamand sorkatonák és francia tiszjeik közötti feszültség.
A II. világháborút követően, az 1960-as évektől a két régió közötti korábbi status quo megváltozott, részben Flandria gazdaságának erőteljes növekedése következtében és a vallón tartomány hagyományos iparágai, a szénbányászat és az acélipar válsága miatt. Belgium déli része, amely korábban a belga gazdaság motorja volt, mindinkább a rohamosan fejlődő Flandria mögé csúszott és a szövetségi kormányon keresztül folyósított támogatásokra szorult. A támogatások ügye a mai napig konfliktus forrása a két közösség viszonyában. Az 1970-es belga alkotmányreformot követően Belgiumot nyelvi alapon két szövetségi régióra osztották fel és kialakult a mai napig fennálló föderális politikai berendezkedés.
Az elmúlt évtizedekben fokozatosan erősödött a flamand mozgalmon belül Flandria teljes önállóságáért küzdők befolyása. Jelenleg két politikai párt programjában szerepel a Belgiumtól való elszakadás: az Új Flamand Szövetség (Nieuw-Vlaamse Alliantie) és a Vlaams Belang.
A VB elutasítja a belga nemzeti identitást és magát flamand nemzeti pártnak definiálja, amely a flamand nemzet önállóságáért és szuverenitásáért küzd.
A VB támogatja Belgium felosztását és Flandria, mint önálló állam megalapítását is.
A többi flamand politikai párt nem osztja a VB (amely a korábban bírósági végzés által feloszlatott Vlaams Blok utódja) flamand önállóságra vonatkozó nézeteit. A többi parlamenti párt ún. „egészségügyi kordonnal” ('[cordon sanitaire]') veszi körül ezt a pártot, ami azt jelenti, hogy a Vlaams Belang-al nem kötnek koaliciót sem szövetségi, sem regionális vagy önkormányzati szinten.
A VB-nek gyakorlatilag nincs esélye kormányalakításra, bár támogatottsága Flandriában jelenleg 20% körüli, de a helyi önkormányzatok több helyütt csak úgy működőképesek, hogy az összes többi párt (sokszor hat-hét, köztük szélsőbaloldali párt is) alkot koalíciót. Ezzel ellentétben az Új Flamand Szövetség jelenleg is koalíciót alkot a flamand kereszténydemokrata CD&V párttal.
A flamand közösség egyike a három, Belgiumban hivatalosan elismert nyelvi-kulturális közösségnek ('communauté/gemeenschap/Gemeinschaft'), ami nem azonos a területi alapon szerveződő Flandriával, mint szövetségi régióval ('region/gewest/Region').

## Flamand szimbólumok
A flamand közösség hivatalos zászlója sárga alapon fekete oroszlánt ábrázol, az oroszlán karmai és nyelve vörös. A jelenlegi változatot 1991-ben fogadta el a flamand közösség, korábban létezett egy teljesen fekete oroszlánt ábrázoló változat is.
Napjainkban mindkét változat látható, illetve kereskedelmi forgalomban kapható, de csak a modern változatot lehet használni hivatalos alkalmakkor. A flamand régió és a flamand közösség intézményei egyaránt használják a teljesen fekete, illetve a vörös karmú-nyelvű változatot az intézményi logókban.

### A flamand oroszlán történelmi háttere
A flamand oroszlánt, mint címerállatot először Elzászi Fülöp (1143 – 1191. augusztus 1), 1168-tól flamand gróf használta hivatalos pecsétjén. Ettől kezdve az oroszlánt, mint hivatalos címerállatot használták az elzászi, flandriai és Dampierre grófi dinasztiák. A burgundiai grófok hatalomra kerülését követően az oroszlánt címerpajzson ábrázolták. A Flandriát is magában foglaló Egyesült Holland Királyság 1815-ös megalakítása után került ismét az oroszlános címer a flamand tartomány zászlajára.

### Flandria oroszlánja
A "Vlaenderen die Leu" (Flandria az oroszlán) mottó  egyes források szerint Pieter de Coninck címerén volt látható, az 1302. július 11-én vívott Aranysarkantyús csata során. A legenda szerint a csatában a flamand oldalon részvevő mintegy 300-400 lovag szintén a "Vlaenderen den Leeuw" csatakiáltást használhat, hogy a gyalogság össze ne keverje őket a csata hevében a francia lovagokkal. Louis van Velthem is utal az oroszlánra az 1472. augusztusi Blangys-Guinegatte-i csatát leíró "'Spiegel Historiael'" c. művében. Később a 19. szd. során Hendrik Conscience használta ezt a mottót az 1302-es csatát feldolgozó történelmi regényében, a Flandria oroszlánjában (hollandul: De leeuw van Vlaanderen).

## Flamand kisebbségek a világban
Flamand emigránsok és utódaik élnek napjainkban Hollandiában, Franciaországban, az Egyesült Államokban, Nagy-Britanniában, Kanadában, Indiában, Sri Lanka szigetén, Indonéziában, Ausztráliában, a Kongói Demokratikus Köztársaságban, a Dél-Afrikai Köztársaságban és Dél-Amerikában élnek.
A 15-16. század során a mai Flandria területén hatalmas gazdasági és kulturális, illetve ezek nyomán társadalmi fejlődés indult meg, a kontinentális Európa területén először Flandriában indult meg az ipari forradalomnak nevezett gyors iparosodás folyamata. A gazdasági fejlődéssel párhuzamosan a társadalmi feszültségek és a politikai bizonytalanság is hozzájárult, hogy a korábban manufaktúrákban alkalmazott iparosok, művészek és egyéb kézművesek, más lehetőség híján, külföldre vándoroltak. Flamand bevándorlók alapították az első nyomdákat Spanyolországban és Portugáliában; a flamand telepesek olyan nagy számban érkeztek a mai Azori-szigetekre, hogy a korabeli források csak Flamand-szigetekként említették a szigetcsoportot.
A felfedezők nyomán flamand misszionáriusok érkeztek a gyarmatok területére: Pieter van Gent Mexikóba, Joos de Rijcke Ecuadorba, Ferdinand Verbiest Kínába, Constant Lievens Indiába, Pierre-Jean DeSmet a későbbi Egyesült Államok területére és Jozef de Veuster az indonéziai Molokaiba.
Az első világháborút megelőző időszakban Flandria népességének rohamos növekedése és a textilipar folyamatos hanyatlása biztosította a flamand kivándorlók folyamatos utánpótlását. Az emigránsok nem csak a flamand társadalom szegényebb rétegeiből érkeztek, a középosztálybeli családok is a tengerentúli lehetőségeket választották (pl. a tanárképző vagy mérnöki főiskolák), mint például Louis Cruis, aki Brazília határait feltérképező expedíciókat vezetett és a későbbi főváros, Brasília megalapításában is részt vett.
Mintegy 400 000 flamand földműves telepedett le Franciaország elmaradottabb régióiban és nagymértékben hozzájárultak a francia földműves hagyományok felélesztéséhez és továbbviteléhez. További mintegy 800-850 000 flamand nemzetiségű lakos él a francia Nord és Pas-de-Calais département-ek területén, amelyek 1656-ban kerültek francia fennhatóság alá. A flamand grófság további kisebb területeket vesztett a nagy francia forradalom során, egészen az 1790-es évekig, amikor kialakult a máig fennálló határ a két ország között.
A dél-afrikai holland gyarmat megalapítása után számos flamand család vándorolt ki Afrikába.

## Érdekesség
A spanyol nyelvben a flamandokat és a flamand nyelvet egyaránt a flamenco szó jelöli, ugyanaz, amely a flamenco táncot. Egyes magyarázatok szerint az egyezőség arra utal, hogy a tánc maga a történelmi Flandria területén alakult ki. Egy másik magyarázat a Spanyol-Németalföldön kitört felkelés idejére vezeti vissza a szó eredetét, amely eredetileg a királyi fennhatóságot el nem ismerő személyekre utalt; később ezt az elnevezést kezdték használni a Spanyolország területén a 18. sz.-ban megjelenő vándorcigányokra, illetve jellegzetes táncukra is.